# 乔治·哈拉斯
老乔治·斯坦利·哈拉斯（英語：George Stanley Halas Sr.，1895年2月2日—1983年10月31日），绰号“熊爸爸”“万能先生”，是一名美式橄榄球端锋、教练和球队高管，还曾代表纽约扬基出战MLB赛事。他是NFL球队芝加哥熊的创始人兼老板，曾经四次担任球队的主教练。
乔治·哈拉斯是NFL前身美国职业橄榄球协会的创始人之一，并于1963年入选首届美式职业橄榄球名人堂。哈拉斯曾是NFL历史上担任主教练年龄最大的人，他在1967年12月执教了他职业生涯的最后一场比赛，时年72岁318天。这一纪录保持了长达50余年，直至2020年10月罗密欧·克伦内尔以73岁115天的年龄担任休斯顿德州人临时主教练时才被打破。

## 早年经历
乔治·哈拉斯出生于伊利诺伊州芝加哥的一个捷克-波西米亚移民家庭，他的父亲弗兰克·哈拉斯是一名裁缝，母亲芭芭拉则经营着一家杂货店，二人都来自于奥匈帝国的比尔森。从芝加哥克莱恩高中毕业后，哈拉斯进入伊利诺伊大学厄巴纳-香槟分校学习，并在鲍勃·祖普克教练治下参加了橄榄球、棒球和篮球校队，并获得了土木工程学士学位。1918年，他作为伊利诺伊大学好战伊利诺伊人美式橄榄球队的一员获得了大十联盟橄榄球赛冠军。
1915年，乔治·哈拉斯为西部电气临时工作了一段时间，并一度计划作为公司棒球队的一员登上伊斯特兰号客船，但由于迟到而幸免于难，后来该艘客船在芝加哥河倾覆，844人遇难。
第一次世界大战期间，哈拉斯在美国海军中担任少尉，同时为大湖海军基地的一支橄榄球队效力。1919年，他和队友吉米·康泽尔曼和帕蒂·德里斯科尔等一起代表大湖美国海军蓝衣美式橄榄球队参加了当年的玫瑰碗比赛，哈拉斯完成一次接球达阵和一次77码的抄截回攻达阵，帮助球队以17-0战胜了马雷岛海军造船厂美式橄榄球队，成功夺得玫瑰碗。哈拉斯被评为当场比赛的MVP。
之后，哈拉斯进入小联盟，开始了自己的棒球生涯，并获得了代表纽约扬基参加大联盟比赛的机会。1919年，哈拉斯作为纽约扬基的外野手参加了12场比赛，但后来因臀部伤势不得不提前结束棒球生涯。同年晚些时候，哈拉斯转而代表哈蒙德职业效力。

## 橄榄球生涯
在为哈蒙德职业（后来更名为“哈蒙德全明星”）效力一年后，哈拉斯搬到了伊利诺伊州迪凯特，在当地的淀粉制造商A.E.斯塔利公司内任职。他曾担任公司的销售代表、公司赞助棒球队的外野手，以及公司赞助的橄榄球队迪凯特斯塔利的球员兼教练。哈拉斯为球队的队服选择了他母校（伊利诺伊大学）的颜色（橙色和海军蓝）。1920年，哈拉斯代表斯塔利参加了在俄亥俄州坎顿举行的美国职业橄榄球协会（NFL的前身）成立大会。赛季结束后，哈拉斯和队友乔治·特拉夫顿、哈勃·舒马克和休·布莱克洛克一同加入了芝加哥斯塔姆斯（英語：George Stayms），参加了12月19日对阵芝加哥红雀的比赛，这也是哈拉斯唯一一次为斯塔利/熊队以外的球队出赛。比赛最终比分为14-14。
尽管斯塔利队取得了10胜1负2平的优异战绩，但在赛季结束时，他们仍然陷入了亏损的泥潭。彼时球队已经基本由哈拉斯控制，球队糟糕的财务状况也没有阻止哈拉斯大幅提升球队的阵容。考虑到球队1920赛季在芝加哥收获了最高的门票收入，在1921赛季的第一场比赛结束后，公司创始人奥古斯都·斯塔利（英語：Augustus E. Staley）将球队的控制权移交给了哈拉斯，还给予了哈拉斯5000美元的奖金，后者名正言顺地将球队迁往了芝加哥，条件是在1921赛季保留斯塔利队的名称。哈拉斯随后与队友爱德华·斯特纳曼成为球队新的合伙人。靠着同芝加哥小熊老板小威廉·瑞格利和主席老比尔·维科良好的私人关系，新成立的芝加哥斯塔利（英語：Chicago Staleys）在小熊公园成立，该球场在之后被称为瑞格利球场。斯塔利队在1921赛季依靠胜率优势赢得了他们队史第一座NFL总冠军奖杯。
次年，哈拉斯将球队更名为芝加哥熊。哈拉斯在多年后曾回忆说，当时他想找一个能向小熊队致敬的名字，“如果棒球运动员是小熊，那么橄榄球运动员一定是熊。”（英語：If baseball players are cubs, then football players must be bears!）
哈拉斯不仅担任球队的教练，同时还兼任球队的端锋（进攻时是外接手，防守时是防守端锋），同时负责门票销售与俱乐部日常经营管理。哈拉斯在1923年的一场比赛中表现出色，他成功迫使吉姆·索普掉球，并持球回攻98码，这一持球回攻码数的联盟纪录一直保持到1972年。
1925年，哈拉斯说服伊利诺伊大学好战伊利诺伊人美式橄榄球队的明星球员莱德·格兰吉加入芝加哥熊，这被视为提升球队乃至NFL声望的重要一步。
在为芝加哥熊效力十个赛季之后，哈拉斯于1930年宣布退役，仅保留球队股东身份（1932年开始，哈拉斯成为了球队的唯一股东），并将主教练工作移交给了森林湖学院的主教练拉尔夫·琼斯。然而，大萧条使熊队陷入了严重的财务困境，尽管琼斯在1932年率队赢得了NFL总冠军，但哈拉斯还是在1933年重返球队执掌教鞭，以节省球队雇佣主教练的额外费用。1934赛季，熊队保持常规赛不败，但在最后的冠军争夺战中输给了纽约巨人。
20世纪30年代末，哈拉斯与芝加哥大学栗色美式橄榄球队的主教练克拉克·萧纳西一起完善了T字阵型，并使之成为了一种革命性的压倒性打法，帮助熊队在1940年的NFL冠军赛中以73-0的悬殊比分狂胜华盛顿红皮，这至今也是NFL历史上最悬殊的比分。此后，联盟中的各支球队都开始尝试沿用这一阵型体系。1941赛季，熊队成功卫冕，开创了被后世称为“大道怪兽”（英語：Monsters of the Midway）的时代。
1942年第二次世界大战期间，哈拉斯再次加入美国海军，军衔为中校。他在切斯特·威廉·尼米兹海军上将的指挥下在海外服役了20个月，职责是为第七舰队的福利和娱乐活动提供支持。他在1946年以上尉军衔退役，并在被召回期间被授予了铜星勋章。
1946年二战结束后，哈拉斯重返熊队执教至1955年。在1956年至1957年短暂休整了两年后，哈拉斯在1958年至1967年间重返芝加哥熊的教练岗位。尽管在1963赛季赢得了他的第六座、也是最后一座NFL冠军奖杯，但他并没有像二战前那样取得成功，并最终在1968年5月27日正式退休。在他执教的40个赛季中，只有6个赛季最终胜率低于50%，其中有3个发生在他最后执教的几年中。他作为主教练所荣获的六座NFL冠军奖杯与绿湾包装工的柯利·蓝波和后来新英格兰爱国者的比尔·贝利奇克并列史上最多。
作为职业橄榄球领域的先驱者，乔治·哈拉斯让芝加哥熊成为第一支进行每日训练、分析对手录像以找出弱点并评估进攻手段、在比赛期间将助理教练安排在记者席、出版俱乐部报纸以及通过广播转播比赛的球队。他还主动提出与小城市的球队分享电视转播收入，坚信对联盟有利的事情最终能够让自己的球队受益。

## 晚年生活及去世

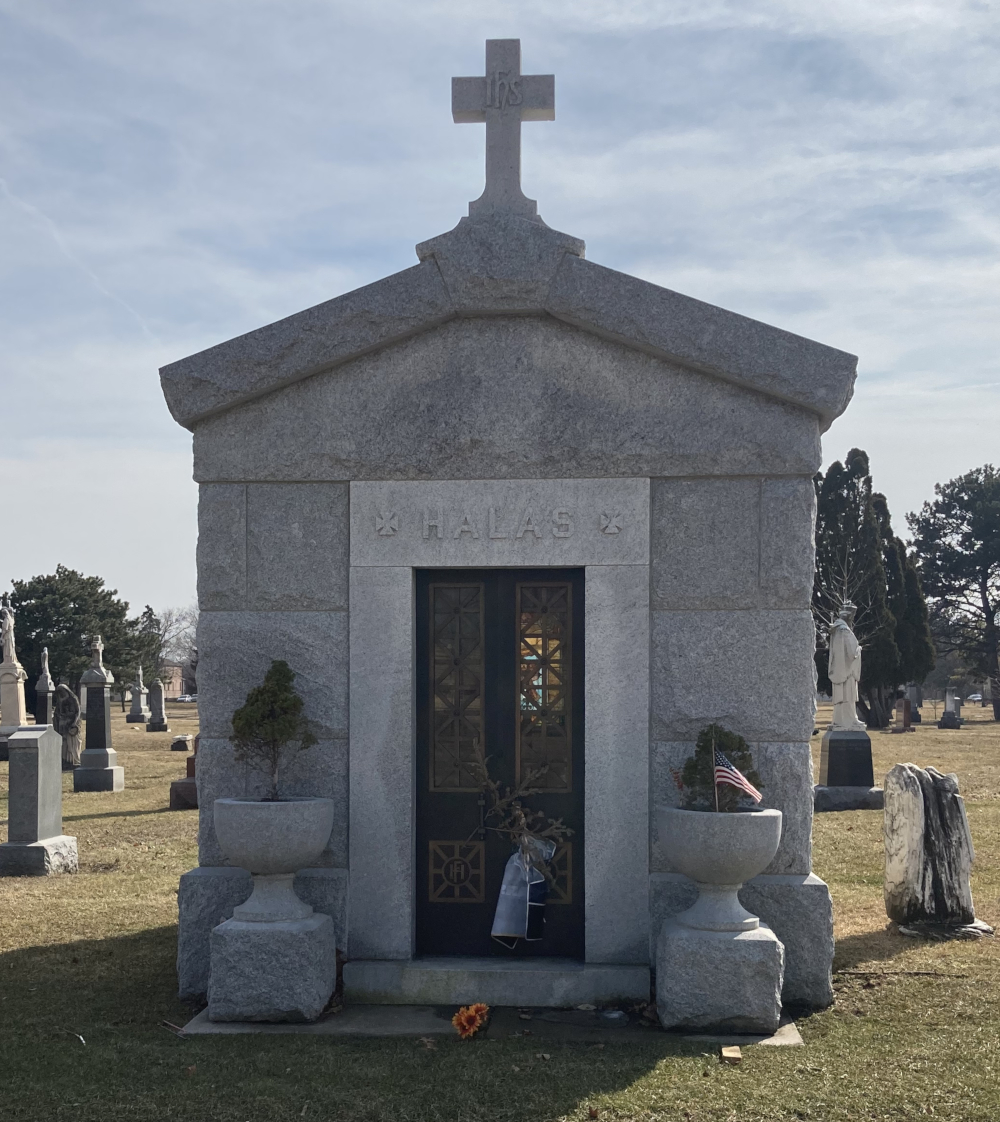
乔治·哈拉斯的墓地

1967赛季结束后，作为当时联盟中最年迈的主教练，乔治·哈拉斯宣布卸任主帅一职，但继续担任球队的老板。直到去世前，他一直积极参与球队运营并负责决策。
哈拉斯因罹患胰腺癌于1983年10月31日在芝加哥逝世，享年88岁，葬于伊利诺伊州尼尔斯的圣阿达尔波特公墓。1984年举行的第十八届超级碗被视为对哈拉斯的致敬。

## 荣誉
1963年和1965年，哈拉斯被《体育新闻》杂志、美联社和合众国际社被评为NFL年度最佳教练。1963年，乔治·哈拉斯入选首届美式职业橄榄球名人堂。位于俄亥俄州坎顿的美式职业橄榄球名人堂门口的道路亦由他的名字命名（乔治·哈拉斯大道）。NFL的两个联盟之一的国家橄榄球联合会（NFC）的冠军奖杯被命名为“乔治·哈拉斯杯”（英語：George Halas Trophy）。
自1984赛季至今，芝加哥熊的球衣左袖上都印有乔治·哈拉斯姓名首字母的缩写“GSH”，以表达对他的纪念。芝加哥熊退役了他的7号球衣。1997年，美国发行了乔治·哈拉斯的纪念邮票。他还被ESPN评为20世纪体育界最伟大的教练之一。

## 执教纪录
乔治·哈拉斯共担任了40年的主教练，共取得了324场胜利，以教练或球队老板身份获得了8次NFL总冠军。他324场胜场的联盟纪录保持了近30年，直至1993年被唐·舒拉以325场胜场打破，但就熊队队史胜场纪录而言，至今无人可以望其项背。
| 球队         | 年份 | 常规赛 | 常规赛 | 常规赛 | 常规赛 | 常规赛        | 季后赛 | 季后赛 | 季后赛 | 季后赛                                     |
| 球队         | 年份 | 胜     | 负     | 平     | 胜率 % | 常规赛排名    | 胜     | 负     | 胜率 % | 最终战绩                                   |
| ------------ | ---- | ------ | ------ | ------ | ------ | ------------- | ------ | ------ | ------ | ------------------------------------------ |
| 迪凯特斯塔利 | 1920 | 10     | 1      | 2      | .909   | APFA第2名     | –      | –      | –      | 不敌阿克伦职业                             |
| 芝加哥熊     | 1921 | 9      | 1      | 1      | .900   | APFA第1名     | –      | –      | –      | 冠军                                       |
| 芝加哥熊     | 1922 | 9      | 3      | 0      | .750   | NFL第2名      | –      | –      | –      | –                                          |
| 芝加哥熊     | 1923 | 9      | 2      | 1      | .818   | NFL第2名      | –      | –      | –      | –                                          |
| 芝加哥熊     | 1924 | 6      | 1      | 4      | .857   | NFL第2名      | –      | –      | –      | 声称战胜克利夫兰牛头犬而夺冠的说法不被认可 |
| 芝加哥熊     | 1925 | 9      | 5      | 3      | .643   | NFL第7名      | –      | –      | –      | –                                          |
| 芝加哥熊     | 1926 | 12     | 1      | 3      | .923   | NFL第2名      | –      | –      | –      | –                                          |
| 芝加哥熊     | 1927 | 9      | 3      | 2      | .750   | NFL第3名      | –      | –      | –      | –                                          |
| 芝加哥熊     | 1928 | 7      | 5      | 1      | .583   | NFL第5名      | –      | –      | –      | –                                          |
| 芝加哥熊     | 1929 | 4      | 9      | 2      | .308   | NFL第9名      | –      | –      | –      | –                                          |
| 芝加哥熊     | 1933 | 10     | 2      | 1      | .833   | 國聯西區第1名 | 1      | 0      | 1.000  | 决赛战胜纽约巨人                           |
| 芝加哥熊     | 1934 | 13     | 0      | 0      | 1.000  | 國聯西區第1名 | 0      | 1      | .000   | 决赛不敌纽约巨人                           |
| 芝加哥熊     | 1935 | 6      | 4      | 2      | .600   | 國聯西區第3名 | –      | –      | –      | –                                          |
| 芝加哥熊     | 1936 | 9      | 3      | 0      | .750   | 國聯西區第2名 | –      | –      | –      | –                                          |
| 芝加哥熊     | 1937 | 9      | 1      | 1      | .900   | 國聯西區第1名 | 0      | 1      | .000   | 决赛不敌华盛顿红皮                         |
| 芝加哥熊     | 1938 | 6      | 5      | 0      | .545   | 國聯西區第3名 | –      | –      | –      | –                                          |
| 芝加哥熊     | 1939 | 8      | 3      | 0      | .727   | 國聯西區第2名 | –      | –      | –      | –                                          |
| 芝加哥熊     | 1940 | 8      | 3      | 0      | .727   | 國聯西區第1名 | 1      | 0      | 1.000  | 决赛战胜华盛顿红皮                         |
| 芝加哥熊     | 1941 | 10     | 1      | 0      | .909   | 國聯西區第1名 | 2      | 0      | 1.000  | 决赛战胜纽约巨人                           |
| 芝加哥熊     | 1942 | 11     | 0      | 0      | 1.000  | 國聯西區第1名 | 0      | 1      | .000   | 决赛不敌华盛顿红皮                         |
| 芝加哥熊     | 1946 | 8      | 2      | 1      | .800   | 國聯西區第1名 | 1      | 0      | 1.000  | 决赛战胜纽约巨人                           |
| 芝加哥熊     | 1947 | 8      | 4      | 0      | .667   | 國聯西區第2名 | –      | –      | –      | –                                          |
| 芝加哥熊     | 1948 | 10     | 2      | 0      | .833   | 國聯西區第2名 | –      | –      | –      | –                                          |
| 芝加哥熊     | 1949 | 9      | 3      | 0      | .750   | 國聯西區第2名 | –      | –      | –      | –                                          |
| 芝加哥熊     | 1950 | 9      | 3      | 0      | .750   | 国联第1名     | 0      | 1      | .000   | 联盟决赛不敌洛杉磯公羊                     |
| 芝加哥熊     | 1951 | 7      | 5      | 0      | .583   | 国联第4名     | –      | –      | –      | –                                          |
| 芝加哥熊     | 1952 | 5      | 7      | 0      | .417   | 国联第5名     | –      | –      | –      | –                                          |
| 芝加哥熊     | 1953 | 3      | 8      | 1      | .273   | 國聯西區第4名 | –      | –      | –      | –                                          |
| 芝加哥熊     | 1954 | 8      | 4      | 0      | .667   | 國聯西區第2名 | –      | –      | –      | –                                          |
| 芝加哥熊     | 1955 | 8      | 4      | 0      | .667   | 國聯西區第2名 | –      | –      | –      | –                                          |
| 芝加哥熊     | 1958 | 8      | 4      | 0      | .667   | 國聯西區第2名 | –      | –      | –      | –                                          |
| 芝加哥熊     | 1959 | 8      | 4      | 0      | .667   | 國聯西區第2名 | –      | –      | –      | –                                          |
| 芝加哥熊     | 1960 | 5      | 6      | 1      | .455   | 國聯西區第5名 | –      | –      | –      | –                                          |
| 芝加哥熊     | 1961 | 8      | 6      | 0      | .571   | 國聯西區第3名 | –      | –      | –      | –                                          |
| 芝加哥熊     | 1962 | 9      | 5      | 0      | .643   | 國聯西區第3名 | –      | –      | –      | –                                          |
| 芝加哥熊     | 1963 | 11     | 1      | 2      | .917   | 國聯西區第1名 | 1      | 0      | 1.000  | 决赛战胜纽约巨人                           |
| 芝加哥熊     | 1964 | 5      | 9      | 0      | .357   | 國聯西區第6名 | –      | –      | –      | –                                          |
| 芝加哥熊     | 1965 | 9      | 5      | 0      | .643   | 國聯西區第3名 | –      | –      | –      | –                                          |
| 芝加哥熊     | 1966 | 5      | 7      | 2      | .417   | 國聯西區第5名 | –      | –      | –      | –                                          |
| 芝加哥熊     | 1967 | 7      | 6      | 1      | .536   | 国联中区第2名 | –      | –      | –      | –                                          |
| 合计         | 合计 | 318    | 148    | 31     | .671   |               | 6      | 4      | .600   |                                            |